# Hautevesnes

Hautevesnes este o comună în departamentul Ain, Franța. În 1 ianuarie 2022 avea o populație de 162 de locuitori.